# Takifugu ocellatus
Takifugu ocellatus är en fiskart som först beskrevs av Carl von Linné 1758.  Takifugu ocellatus ingår i släktet Takifugu och familjen blåsfiskar. Inga underarter finns listade i Catalogue of Life.